# NGC 4300
NGC 4300 (другие обозначения — UGC 7413, MCG 1-32-21, ZWG 42.44, VCC 492, PGC 39972) — спиральная галактика (Sa) в созвездии
Девы. Открыта Уильямом Гершелем в 1786 году.
В галактике наблюдается диффузное излучение в линии H-альфа, однако оно достаточно тусклое и в поле лучевых скоростей галактики трудно наблюдать градиент, несмотря на достаточно высокий наклон. Как следствие, кривая вращения определяется с трудом по этому излучению.
Этот объект входит в число перечисленных в оригинальной редакции «Нового общего каталога».